# أندرو غان
أندرو غان هو منتج أفلام كندي، ولد في 15 يوليو 1969 في تورونتو في كندا.

## وصلات خارجية
- أندرو غان على موقع IMDb (الإنجليزية)
- أندرو غان على موقع قاعدة بيانات الأفلام السويدية (السويدية)
- أندرو غان على موقع ديسكوغز (الإنجليزية)
- أندرو غان على موقع قاعدة بيانات الفيلم (الإنجليزية)
- أندرو غان على موقع كينوبويسك (الروسية)